# Mesochorus gravis
Mesochorus gravis là một loài tò vò trong họ Ichneumonidae.